# Pipante
Un pipante (Nicaragua) es un bote relativamente pequeño que se mueve con la fuerza humana. Las canoas (Honduras, Venezuela, Colombia) o pipantes son puntiagudas en ambos extremos y usualmente abiertas por la parte de arriba.
Se mueve por medio del uso de palas cuyo número depende del tamaño de la embarcación. Los paleadores se encuentran de cara a la dirección deseada, ya sea sentados en soportes sobre el casco o hincados directamente en ella. De esta manera palear una canoa se diferencia con el remo, ya que los remeros se encuentran de espalda a la dirección deseada. Las palas pueden ser de una sola hoja o de doble hoja.
- Datos: Q30899600